# Pruvotina
Pruvotina is een geslacht van wormmollusken uit de  familie van de Pruvotinidae.

## Soorten
- Pruvotina artabra Zamarro, Garcia-Alvarez & Urgorri, 2013
- Pruvotina cryophila (Pelseneer, 1901)
- Pruvotina gauszi Salvini-Plawen, 1978
- Pruvotina impexa (Pruvot, 1890)
- Pruvotina longispinosa Salvini-Plawen, 1978
- Pruvotina manifesta Zamarro, Garcia-Alvarez & Urgorri, 2013
- Pruvotina megathecata Salvini-Plawen, 1978
- Pruvotina pallioglandulata Salvini-Plawen, 1978
- Pruvotina peniculata Salvini-Plawen, 1978
- Pruvotina praegnans Salvini-Plawen, 1978
- Pruvotina providens Thiele, 1913
- Pruvotina uniperata Salvini-Plawen, 1978